# Epacris graniticola
Epacris graniticola är en ljungväxtart som beskrevs av Crowden. Epacris graniticola ingår i släktet Epacris och familjen ljungväxter. Inga underarter finns listade i Catalogue of Life.